# Galeodes philippoviczi
Espèce
Galeodes philippoviczi est une espèce de solifuges de la famille des Galeodidae.

## Distribution
Cette espèce est endémique du Turkménistan. Elle se rencontre vers Gaudan.

## Publication originale
- Birula, 1937 : On two new species of Solifuga from Turkmenistan. Trudy Soveta po Izucheniyu Proizvoditelnykh Sil. Seriya Turkmenskaya, vol. 9, p. 305–314.